# Perigonia ilus
Perigonia ilus is een vlinder uit de familie van de pijlstaarten (Sphingidae). De wetenschappelijke naam van de soort werd in 1870 gepubliceerd door Jean Baptiste Boisduval.

## Beschrijving

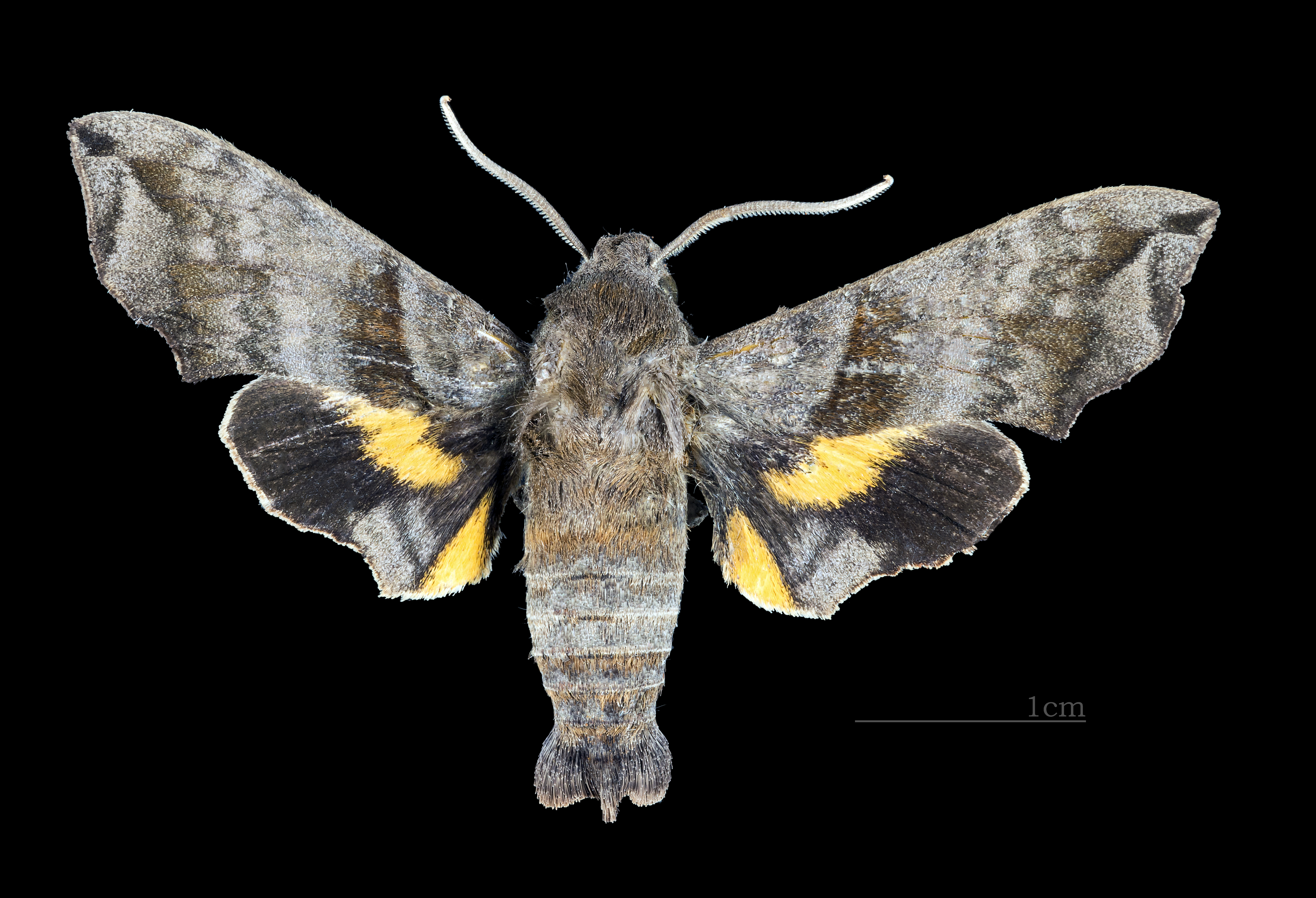
Perigonia ilus  ♀
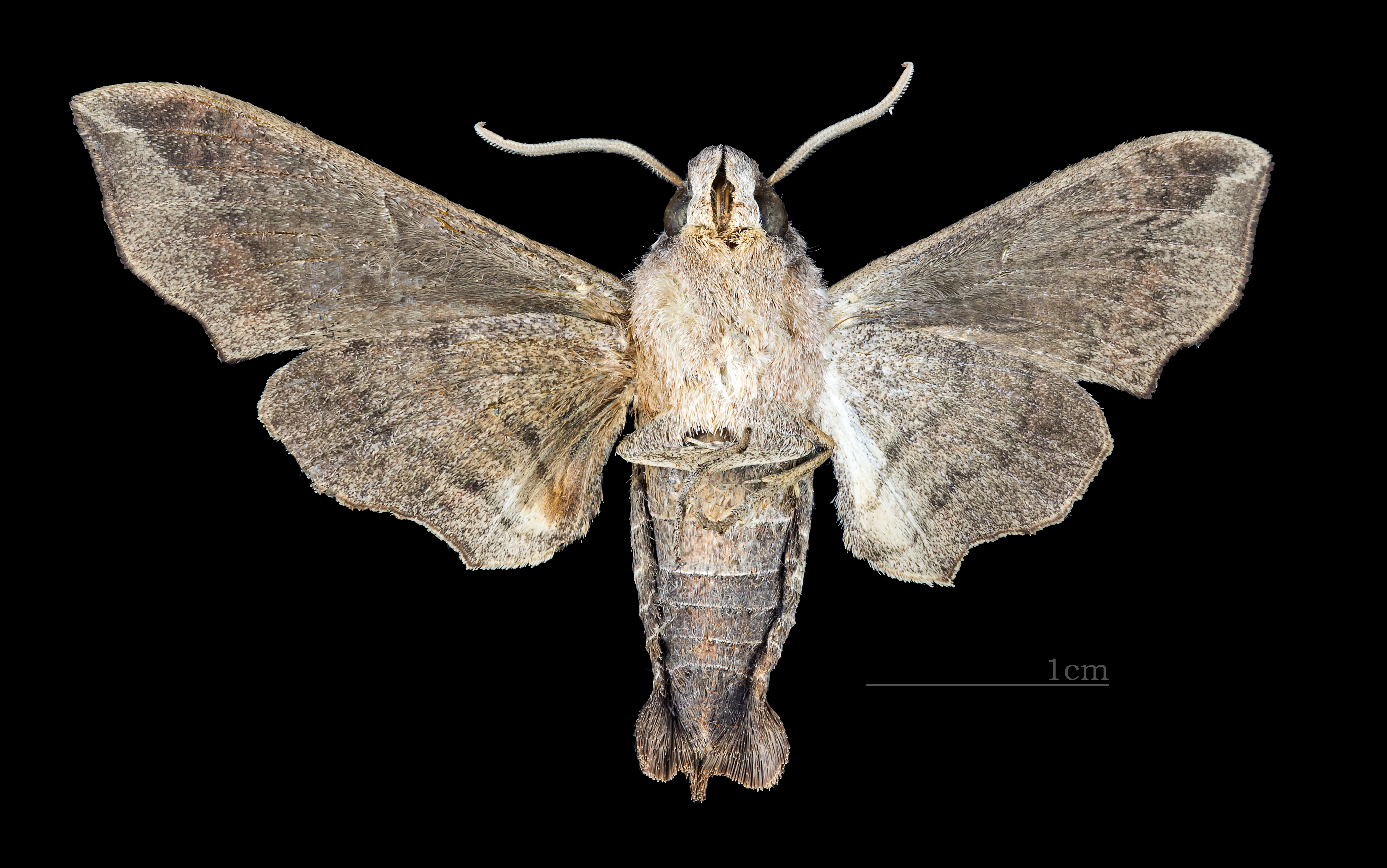
Perigonia ilus  ♀ △